# Tore Troelsen
Tore Troelsen (født 17. juni 2005 i Sunds) er en cykelrytter fra Danmark, der kører for ColoQuick. Han er lillebror til cykelrytter Mille Troelsen.

## Karriere
Inden Tore Troelsen var fyldt ti år, blev han medlem af Herning Cykle Klub hvor faren Tommy havde kørt i den danske A-klasse. I 2022 blev kom han på klubbens juniorelitehold Team Herning CK Junior Biemme Danmark. Året efter var det Tore Troelsens sidste sæson som juniorrytter, og han fik 15 podieplaceringer i danske løb, og blandt andet en samlet sejr ved Randers Bike Week samt den rytter i U19-rækken der samlede flest point i danske løb.
I midten af oktober 2023 blev det offentliggjort at Troelsen fra 2024-sæsonen skulle køre sin første sæson som seniorrytter hos det danske kontinentalhold ColoQuick Cycling.